# Игор Милошевић
Игор Милошевић (Београд, 14. април 1986) је грчки кошаркаш српског порекла. Игра на позицији плејмејкера.
Наступао је за младу грчку репрезентацију, јер има грчки пасош. Од 2005. до 2008. је наступао за Црвену звезду. Након одласка из Звезде сели се у Олимпијакос за који је наступао једну сезону без већих успеха.

## Успеси

### Клупски
- Црвена звезда:
  - Куп Радивоја Кораћа (1): 2006.

- Лијетувос ритас:
  - Првенство Литваније (1): 2009/10.
  - Куп Литваније (1): 2010.

- Астана:
  - Куп Казахстана (1): 2012.

### Репрезентативни
- Медитеранске игре:  2009.